# Ophiothrix hybrida
Ophiothrix hybrida är en ormstjärneart som beskrevs av Clark 1915. Ophiothrix hybrida ingår i släktet Ophiothrix och familjen Ophiothrichidae. Inga underarter finns listade i Catalogue of Life.